# Partia Europejska
Partia Europejska, EvroKo (gr. Ευρωπαϊκό Κόμμα, Ευρωκό) – centrowa partia polityczna na Cyprze. Partia została założona w 2005 przez większość byłych członków Nowego Horyzontu. Liderem jest Dimitris Siluris.
W ostatnich wyborach parlamentarnych Partia Europejska zdobyła 24 196 głosów (5,75%), co dało jej 3 mandaty w Izbie Reprezentantów. Przed eurowyborami w 2009 roku miała jednego posła w Parlamencie Europejskim, który zdobył mandat w 2004 roku z listy Do Europy.

## Wyniki wyborów parlamentarnych
Partia Europejska startowała dotychczas w jednych wyborach parlamentarnych do Izby Reprezentantów w 2006 roku. Zdobyła w nich 3 mandaty.
| Wybory | Procent głosów | Liczba mandatów | +/- |
| ------ | -------------- | --------------- | --- |
| 2006   | 5,75%          | 3               | -   |

## Wyniki wyborów do Parlamentu Europejskiego
Partia Europejska po raz pierwszy wystartowała w wyborach do Parlamentu Europejskiego w 2009 roku.
| Wybory | Procent głosów | Liczba mandatów | +/- |
| ------ | -------------- | --------------- | --- |
| 2009   | 4,12%          | 0               | -   |